# 琼斯布氏鲾
琼斯布氏鲾（学名：Eubleekeria jonesi），为鲾科布氏鲾属下的一个种。分布于印度洋和西太平洋海域。

## 形态特征
身体呈菱形, 极侧扁。体银白色，侧线鳞为黄色。

## 扩展阅读
- 維基物種上的相關：琼斯布氏鲾